# Folland Aircraft
Folland Aircraft Limited byl britský letecký výrobce. Firma byla založena v roce 1936, vzbudila pozornost stíhacím letounem Folland Gnat a v roce 1959 se stala součástí Hawker-Siddeley Group.

## Historie
V roce 1936 v Hamble-le-Rice v Hampshire, v té době jednom z center britského leteckého průmyslu, byla založena firma British Marine Aircraft Limited. Původním záměrem byla výroba létajících člunů Sikorsky S-42. Nakonec se licenční smlouva se Sikorským nenaplnila.
V roce 1937 společnost převzal Henry Folland, bývalý hlavní konstruktér Gloster Aircraft Company a 24. prosince 1937 byl název změněn na Folland Aircraft Ltd.. Společnost poté působila jako dodavatel a zpočátku vyráběla komponenty pro letouny Bristol Blenheim a Bristol Beaufort, později pro de Havilland Mosquito a Vickers Wellington. Také se zde vyrobilo 15 000 ks zadních částí ze 22 000 vyrobených kusů Supermarine Spitfire. 
První interní vývoj, který přesáhl plánovací fázi ve Follandu, byl Fo.108 z roku 1940, lépe známý jako Folland 43/37. Sloužil jako testovací zařízení pro letecké motory. V roce 1950 se ke společnosti jako šéfkonstruktér připojil W. E. W. Petter, který se před tím podílel na strojích Westland Lysander, English Electric Canberra a English Electric Lightning.
Petter byl toho názoru, že tou dobou vyvíjené bojové letouny jsou příliš velké a drahé. Cíl byl vyvinout malý a efektivní bojový letoun poháněný proudovým motorem. Po prototypu Folland Midge vznikl v roce 1955 Folland Gnat. Ačkoli zájem RAF o použití stroje Gnat jako stíhacího letounu opadl, další potenciální využití tohoto typu byl pokročilý cvičný letoun. Typ se také úspěšně vyvážel, např. do Indie, která ho vyráběla pod licencí a vývoj dále pokračoval, čímž vznikl letoun HAL Ajeet.
V roce 1959 se sloučila s firmou Hawker Siddeley, jméno Folland z názvu zmizelo a od té doby byla vedena jako „Hamble Division“. Letoun Gnat byl přejmenován na Hawker Siddeley Gnat T.Mk1 a po mnoho let byl standardním letounem známého akrobatického týmu Red Arrows.
V roce 1977 se Hawker Siddeley stal součástí British Aerospace. Ačkoli v bylo letiště v Hamble v roce 1986 uzavřeno, ve zbývajících výrobních zařízeních byly montovány součásti pro letouny BAE Hawk a Hawker Siddeley Harrier.